# 美因-陶努斯县
美因-陶努斯县（德語：Main-Taunus-Kreis）是德国黑森州的一个县，首府陶努斯山麓霍夫海姆。美因-陶努斯县是德国面积最小的县。

## 地理
美因-陶努斯县北面与上陶努斯县，东面与法兰克福市，南面与大盖劳县，西面与威斯巴登市，西北面与莱茵高-陶努斯县相邻。